# Квинт Юлий Кордин Рутилий Галлик
Квинт Юлий Кордин Рутилий Галлик (лат. Quintus Iulius Cordinus Rutilius Gallicus) — римский политический деятель второй половины I века.
При рождении Квинт получил имя Гай Рутилий Галлик. Он происходил из галльского города Августа Тавринов из Стеллатинской трибы. После того, как Галлик служил военным трибуном в XIII Парном легионе и квестуры, он примерно в 52/53 находился на посту курульного эдила. Кроме того, ещё в правление Клавдия Галлик был легатом XV Аполлонова легиона, который на тот момент дислоцировался в Карнунте. Во время правления Нерона он занимал должности претора, наместника провинции Галатия (в этом качестве он участвовал в парфянской кампании Гнея Домиция Корбулона) и легата при проконсуле провинции Азия.
В 71 или 72 году Галлик был консулом-суффектом. В 73/74 году он в качестве специального посланника императора Веспасиана был отправлен в Африку для обеспечения повышения налогов и пересмотра границ. После первого консульства, но до 78 года он был усыновлен Квинтом Юлием Кордином и получил имя Квинт Юлий Кордин Рутилий Галлик. В 78 году Галлик находился на посту легата пропретора провинции Нижняя Германия. На этом посту он захватил в плен известную пророчицу Веледу, игравшую значительную роль в Батавском восстании Последние известные занимаемые им должности это должности префекта Рима около 84 года и консула-суффекта (во второй раз) в 85 году. До 92 года он умер после продолжительной болезни.
Галлик был одним из людей, кому поэт Стаций посвятил поэму «Сильвы». С 68 года он входил в состав коллегии жрецов Августа, а с около 70 года был понтификом. Его супругой была Миниция Петина.